# KamAZ-63968
Der KamAZ-63968, auch als Taifun-K bezeichnet (russisch КамАЗ-63968 bzw. «Тайфун-К», englisch auch Typhoon-K) ist ein russisches Militärfahrzeug, ähnlich den Fahrzeugen des US-amerikanischen Mine-Resistant-Ambush-Protected-Vehicle-Programms. Es bietet Platz für 16 Soldaten und ist derzeit nur für Spezialeinheiten vorgesehen. Er wird vom russischen Unternehmen KamAZ für das 2010 gestartete Typhoon-Programm der russischen Landstreitkräfte gebaut. Das Konkurrenzmodell von GAZ ist der Ural-63095 („Taifun-U“).

## Beschreibung
Das dreiachsige Fahrzeug bietet Platz für bis zu 16 Soldaten und ihre Ausrüstung, zuzüglich des Fahrers. Es kann mit einer aus dem Fahrzeug steuerbaren Waffenlafette ausgerüstet werden. Die Panzerung soll die Insassen vor direktem Beschuss von Waffen bis zum Kaliber 14,5 mm (STANAG 4569 Level 4), der Wirkung von Sprengfallen mit einer Wirkladung von bis zu 8 kg TNT und Minen schützen. Der Motor befindet sich hinter der Fahrerkabine.

### Varianten
Unter der Bezeichnung KamAZ-63969 wird außerdem eine modifizierte Version des Fahrzeugs gebaut. Sie ist für den Transport von zehn Soldaten und zwei Mann Besatzung konzipiert und kann als Sanitätsfahrzeug, Spähpanzerwagen und Kommandowagen eingesetzt werden. Der Motorraum ist ebenfalls gepanzert und von innen zugänglich, so dass Reparaturen auch unter Beschuss vorgenommen werden können. Erste Prototypen des Fahrzeugs erschienen 2010, die Serienfertigung begann 2013.
Vom KamAZ-63968 existiert zudem eine amphibische Variante.

## Kampfeinsätze
Der KamAZ-63968 wird von Russland im Russisch-Ukrainischen Krieg eingesetzt. Laut dem Oryx-Blog gingen mit Stand November 2024 28 Fahrzeuge verloren.

## Nutzerstaaten
- Russland: unbekannte Anzahl
- Turkmenistan: unbekannte Anzahl[7]
- Usbekistan: unbekannte Anzahl[8][9]